# Boris Šachlin
Boris Anfijanovič Šachlin (rusky Борис Анфиянович Шахлин; 27. ledna 1932, Išim, Sovětský svaz – 30. května 2008, Kyjev, Ukrajina) byl sovětský sportovní gymnasta.
Na olympijských hrách v letech 1956–1964 získal celkem sedm zlatých medailí. Na LOH 1960 v Římě vyhrál ve víceboji a byl nejúspěšnějším účastníkem olympiády. Byl rekordmanem v počtu olympijských medailí z mužské gymnastiky do roku 1980, kdy ho překonal Nikolaj Andrianov. Vyhrál také mužský víceboj na mistrovství Evropy ve sportovní gymnastice v roce 1955 a na mistrovství světa ve sportovní gymnastice v roce 1958, dvanáctkrát se stal mistrem Sovětského svazu. Získal titul zasloužilý mistr sportu a Leninův řád.
Absolvoval Kyjevský institut tělesné výchovy, kde později vyučoval. Po ukončení kariéry v roce 1966 byl mezinárodním rozhodčím a pracoval v technické komisi Mezinárodní gymnastické federace. V roce 2002 byl uveden do Mezinárodní gymnastické síně slávy. V Šachlinově rodném městě Išimu stojí jeho socha, jejímž autorem je Sergej Titlinov. Je po něm také pojmenována ulice v Kyjevě.